# 通江街道 (讷河市)
通江街道是中国黑龙江省齐齐哈尔市讷河市下辖的一个街道。

## 行政区划
桥头溪乡下辖以下地区：
爱民社区、通江社区、铁路社区、兴华社区、建华村、五一村和龙华村。